# Doopke
Doopke, die kleine Schale, war ein Volumenmaß mit mundartlicher Prägung in Ostfriesland. Auch die Bezeichnungen Doopsel und Döppke waren in Gebrauch, obwohl es sich eigentlich um die Bezeichnung eines Teebüchsenverschlusses handelte.
- 1 Doopke = 1 Portion Tee